# Diocesi di Guntur
La diocesi di Guntur (in latino Dioecesis Gunturensis) è una sede della Chiesa cattolica in India suffraganea dell'arcidiocesi di Visakhapatnam. Nel 2022 contava 529.770 battezzati su 6.188.380 abitanti. È retta dal vescovo Bhagyaiah Chinnabathini.

## Territorio
La diocesi comprende il distretto di Guntur ed il taluk di Addanki nel distretto di Prakasam, prima della riforma amministrativa del 2022, nello stato indiano dell'Andhra Pradesh.
Sede vescovile è la città di Guntur, dove si trova la cattedrale del Bambin Gesù.
Il territorio è suddiviso in 103 parrocchie.

## Storia
La diocesi è stata eretta il 13 febbraio 1940 con la bolla Quo Sacrorum Antistites di papa Pio XII, ricavandone il territorio dalla diocesi di Nellore.
Originariamente suffraganea dell'arcidiocesi di Madras (oggi arcidiocesi di Madras e Mylapore), il 19 settembre 1953 entrò a far parte della provincia ecclesiastica di Hyderabad.
Il 12 marzo 1977 ha ceduto una porzione di territorio, nel distretto di Prakasam, alla diocesi di Nellore.
Il 16 ottobre 2001 è divenuta suffraganea dell'arcidiocesi di Visakhapatnam.

## Cronotassi dei vescovi
Si omettono i periodi di sede vacante non superiori ai 2 anni o non storicamente accertati.
- Thomas Pothacamury (Pothakamuri) † (9 aprile 1940 - 15 ottobre 1942 nominato vescovo di Bangalore)
- Ignatius Mummadi † (13 luglio 1943 - 26 novembre 1973 ritirato)
- Balashoury Thanugundla † (26 novembre 1973 - 25 settembre 1974 deceduto)
- Mariadas Kagithapu, M.S.F.S. † (19 dicembre 1974 - 10 settembre 1982 nominato vescovo di Visakhapatnam)
- Bali Gali (2 luglio 1984 - 25 giugno 2016 ritirato)
- Bhagyaiah Chinnabathini, dal 25 giugno 2016

## Statistiche
La diocesi nel 2021 su una popolazione di 6.188.380 persone contava 529.770 battezzati, corrispondenti all'8,6% del totale.
| anno | popolazione | popolazione | popolazione | presbiteri | presbiteri | presbiteri | presbiteri                | diaconi | religiosi | religiosi | parrocchie |
| anno | battezzati  | totale      | %           | numero     | secolari   | regolari   | battezzati per presbitero | diaconi | uomini    | donne     | parrocchie |
| ---- | ----------- | ----------- | ----------- | ---------- | ---------- | ---------- | ------------------------- | ------- | --------- | --------- | ---------- |
| 1950 | 38.087      | 2.277.283   | 1,7         | 43         | 43         |            | 885                       |         |           | 125       | 23         |
| 1970 | 69.747      | 3.600.000   | 1,9         | 67         | 58         | 9          | 1.041                     |         | 15        | 345       | 34         |
| 1980 | 106.072     | 3.316.072   | 3,2         | 93         | 65         | 28         | 1.140                     |         | 37        | 354       | 44         |
| 1990 | 126.473     | 4.590.000   | 2,8         | 108        | 66         | 42         | 1.171                     |         | 71        | 418       | 51         |
| 1999 | 163.516     | 4.861.462   | 3,4         | 125        | 75         | 50         | 1.308                     |         | 97        | 502       | 66         |
| 2000 | 172.616     | 4.896.982   | 3,5         | 129        | 77         | 52         | 1.338                     |         | 96        | 531       | 72         |
| 2001 | 183.150     | 4.980.540   | 3,7         | 137        | 85         | 52         | 1.336                     |         | 100       | 531       | 71         |
| 2002 | 185.150     | 5.025.190   | 3,7         | 145        | 85         | 60         | 1.276                     |         | 96        | 495       | 72         |
| 2003 | 191.964     | 5.035.210   | 3,8         | 162        | 100        | 62         | 1.184                     |         | 79        | 522       | 74         |
| 2004 | 195.630     | 5.044.520   | 3,9         | 164        | 99         | 65         | 1.192                     |         | 82        | 540       | 74         |
| 2006 | 218.097     | 5.150.945   | 4,2         | 168        | 103        | 65         | 1.298                     |         | 82        | 570       | 79         |
| 2013 | 218.900     | 6.066.380   | 3,6         | 175        | 100        | 75         | 1.250                     |         | 160       | 672       | 84         |
| 2016 | 310.000     | 6.306.000   | 4,9         | 187        | 109        | 78         | 1.657                     |         | 170       | 640       | 91         |
| 2019 | 321.600     | 6.543.660   | 4,9         | 205        | 125        | 80         | 1.568                     |         | 176       | 723       | 100        |
| 2021 | 529.770     | 6.188.380   | 8,6         | 196        | 121        | 75         | 2.702                     |         | 90        | 715       | 103        |